# 薩爾溫江戰役
薩爾溫江戰役、猛撒保衛戰，是1953年緬甸聯邦與雲南反共救國軍的戰役，結果反共救國軍擊潰緬軍。事後緬甸政府向聯合國提出控訴，使中華民國政府將部分反共救國軍撤往臺灣。

## 背景
1951年雲南反共救國軍反攻雲南，一度收復滄源、鎮康、耿馬等縣，但解放軍的增援部隊抵達後，考量反攻軍大多未經過訓練，無法與經過訓練的解放軍抗衡，加上雙方兵力懸殊，不得不撤回緬甸。
反攻雲南失敗後，李彌記取教訓，重新整頓部隊，1951年10月5日反共救國軍在猛撒基地成立雲南反共抗俄大學，培養反共武力，加入者眾多，孤軍的兵力迅速擴充至三萬以上，勢力遍布薩爾溫江流域，預備反攻大陸。
中華人民共和國將反共救國軍的整備視為芒刺在背，於是中華人民共和國政府向緬甸政府施壓，要求緬甸驅逐孤軍，並表示願意派兵協助緬軍驅逐孤軍。另外，孤軍進入緬北撣邦後，受到當地少數民族支持，引起緬方不安。孤軍甚至與反緬的克倫族及蒙族（又譯為孟族）革命軍合作，緬方大為不滿，遂決定進攻孤軍。

## 戰役經過
1953年3月11日，緬軍在東枝、景棟、大其力等地，調集5,000人的部隊，在解放軍戰車、飛機的支援下，攻打位於猛撒北邊的孟布（Mong Pu）等地的李國輝部。另一支2,000人的緬軍部隊，攻打位於猛撒南邊，距離猛撒較近的沙拉（Wan Hsala，又譯為薩拉、溫沙拉）渡口，夾擊猛撒。
在沙拉渡口方面，由於孤軍各部多駐防僻遠，難以在短時間內馳援，只好臨時動員受訓中的反共大學學生，由教育長李則芬中將統一指揮，兵分三路馳援沙拉渡口。21日李則芬帥援軍抵達，與緬軍激戰後大獲全勝，血染薩爾溫江，擊斃緬軍403人，俘虜71人，繳獲野砲1門，小砲21門，81迫擊砲6門，機槍42挺，步槍、卡賓、衝鋒、手槍共542枝，望遠鏡15具，橡皮船21艘。孤軍陣亡官兵41人，傷54人。
在孟布方面，緬軍在陸軍副總司令左蘇將軍指揮下，向駐李國輝部行包圍攻擊，17日馳援部隊抵達，兩面夾擊，最終擊潰緬軍，擊斃緬軍111人，俘虜49人，繳獲81迫擊砲2門，機槍21挺，步槍201枝，衝鋒槍33枝，緬刀300把，彈藥無數。孤軍傷21餘人，反共大學學生隊長孫占奎英勇犧牲。

## 結果
緬軍第二次敗給孤軍，使緬甸政府惱羞成怒，在中華人民共和國、蘇聯支持下，向聯合國控訴中華民國入侵，1953年4月23日聯合國以59比0票（中華民國棄權）通過第717號決議案，要求孤軍撤往臺灣。5月美國、中華民國、泰國、緬甸派出代表在泰國曼谷成立四國委員會進行撤軍，計自11月18日開始至1954年3月30日先後由緬甸經泰國南梆飛抵臺灣官兵及眷屬共7,288人，為泰緬孤軍第一次撤退。
第一次撤軍時，孤軍總指揮李彌將軍被調回台灣，中華民國政府對國際宣布，未撤台的部隊與中華民國政府已無關係。實際上，中華民國政府下令孤軍「明撤暗留」，將1萬多人的精銳部隊繼續留在緬甸，並指派柳元麟將軍接替孤軍總指揮，1954年7月柳元麟奉命將孤軍改組為「雲南人民反共志願軍」，以志願軍的名義繼續作戰。

## 中華人民共和國的參與
此戰役中參戰的緬軍部隊，每個營安排解放軍幹部3至5人擔任顧問，解放軍亦派遣戰車、飛機協助緬軍作戰，並在轟炸孤軍陣地時空投招降宣傳單，勸孤軍向緬軍投降，此外緬軍部隊中夾雜許多解放軍。